# Белый китаец
α-мети́лфентани́л или «Бе́лый кита́ец» (англ. China White) — наркотическое средство, опиоидный анальгетик. 
Открыт в 1974 году. Он в 6300 раз активнее морфина. Является производным фентанила.

## История создания
В 1970-х годах в США появился синтетический наркотик из группы фентанилов, который наркоманы назвали «China White». 
Данный наркотик представлял собой альфа-метилфентанил. В те годы он в больших количествах производился в Гонконге. Употребление нового наркотика вызвало большое количество смертей, вследствие чего он не получил большого распространения.

## В России
В России наркотик появился в 1991 году. Как выяснилось впоследствии, его стали изготавливать студенты химических факультетов Казанского государственного университета и Московского государственного университета. Студент первого из вышеназванных вузов, призёр Международной химической олимпиады 1989 года в Галле, и его однокурсник, открыв уникальный метод синтеза, наладили производство и сбыт наркотиков через казанские преступные группировки в Татарстане и Москве. Вскоре в Москве несколько студентов химического факультета МГУ также стали заниматься подобной деятельностью. Но в результате специальной операции, разработанной и проведённой правоохранительными органами, изготовители, распространители и заказчики наркотика были арестованы и впоследствии осуждены. Первая волна подобной наркомании унесла десятки жизней.
Точки, изготовлявшие «белый китаец», появлялись в больших количествах по всей стране. Наиболее известным уголовным делом из этой сферы стало дело бывшего преподавателя Санкт-Петербургского государственного технологического института Юрия Степановича Малинова, который готовил наркотик в институтской лаборатории, а после первой судимости в снятой квартире в Санкт-Петербурге организовал лабораторию по изготовлению «белого китайца». Более того, именно он первым стал экспортировать наркотик за рубеж. Жертвами только этой лаборатории стали более ста человек в России и Финляндии.
По сей день в средствах массовой информации появляются сообщения о ликвидации очередной лаборатории по производству «белого китайца».

## Наркотические свойства
«Белый китаец» является одним из самых высокопотентных наркотиков среди всего многообразия известных. При употреблении быстро вызывает привыкание и сильную зависимость, из-за чего наркоман нуждается в приёме дозы несколько раз в день, чтобы избежать абстинентного синдрома. Применение наркотика, как и большинства подобных — внутривенное.
Действие «белого китайца» на ЦНС сопровождается эйфорией, седативным эффектом, снижением уровня сознания, чувством защищённости от жизненных проблем. 
При злоупотреблении быстро развивается толерантность, требуются большие дозы для достижения эффектов наркотика. При отмене приёма 3-метилфентанила у длительно употребляющих начинается абстиненция, выражающаяся в боли в суставах, слюнотечении и слезотечении, нарушении сна, судорогах, ознобе.
Симптомы интоксикации
- Сужение зрачков
- Замедление дыхания
- Лёгкие нарушения речи
- Вялость, сонливость, апатия, отсутствие аппетита

## Правовой статус
Альфа-метилфентанил и некоторые его производные (альфа-метилтиофентанил, ацетил-альфаметилфентанил) входят как наркотические средства в Список I Перечня наркотических средств, психотропных веществ и их прекурсоров, запрещённых в Российской Федерации. В связи с высокой смертностью   наркотик практически отсутствует на чёрном рынке.